# Ngỗng lặn Law
Ngỗng lặn Law, tên khoa học Chendytes lawi, là một loài vịt biển không bay có kích thước cỡ ngỗng, chúng từng tồn tại phổ biến trên bờ biển California, Quần đẻo California Channel, và có thể ở miền nam Oregon. Nó sống trong thế Pleistocen và sống sóng cho đến Holocene. Nó được xem là đã tuyệt chủng vào khoảng 450–250 TCN. Việc xác định tuổi bằng phương pháp cacbon cho tuổi trẻ nhất từ của xương Chendytes vào khoảng 770–400 TCN và được tìm thấy trong điểm khảo cổ ở Quận Ventura. Những mảnh vỡ của xương được tìm thấy ở dạng hóa thạch trong trầm tích và ở những điểm khảo cổ thuộc bờ biển trước lúc đó. Dữ liệu khảo cổ ở vùng bờ biển California cho thấy con người đã săn bắt Chendytes lawi và khoảng ít nhất 8.000 năm. Nó có thể bị tuyệt chủng do sắn bắt, thú săn mồi, và mất môi trường sống. Không có bất kỳ bằng chứng khảo cổ nào ở Bắc Mỹ chỉ ra rằng việc mở rộng khai thác bất kỳ chi động vật khổng lồ kéo dài như của chi Chendytes.